# Djuptjärnen (Ramsele socken, Ångermanland, 705248-151272)
Djuptjärnen är en sjö i Sollefteå kommun i Ångermanland och ingår i Ångermanälvens huvudavrinningsområde.